# Rettungshubschrauber
Rettungshubschrauber (RTH, Rettungs-Transport-Hubschrauber) sind speziell ausgerüstete Hubschrauber, die in der Luftrettung („Primäreinsatz“) und – in zweiter Linie – als Verlegungsmittel für Klinikpatienten („Sekundäreinsatz“) eingesetzt werden. In Österreich werden sie überwiegend als Notarzthubschrauber (NAH) bezeichnet.
Notarzt-Einsatz-Hubschrauber (NEH) dagegen sind reine Notarztzubringer, entsprechen dem am Boden eingesetzten Notarzteinsatzfahrzeug und können keine Patienten transportieren. Im Gegensatz zu den Rettungshubschraubern werden sie nur selten vorgehalten. Ein Rettungshubschrauber kann üblicherweise genau einen Patienten transportieren; im militärischen Bereich gibt es allerdings auch Großraum-Rettungshubschrauber, die mehrere Patienten gleichzeitig transportieren können.

## Aufgaben
Ursprüngliche und weiterhin wichtigste Aufgabe eines Rettungshubschraubers ist es, in Notfällen schnell ärztliche Hilfe zum Patienten zu bringen und ihn ggf. – nach erfolgter Erstbehandlung – in ein geeignetes Krankenhaus zur Weiterbehandlung zu transportieren. In dieser Hinsicht entsprechen seine Aufgaben denen eines Notarztwagens (NAW), wobei er – im Vergleich zu bodengebundenen Rettungsmitteln – häufig deutlich kürzere Eintreffzeiten bietet, vor allem in ländlichen Gegenden. Auch bei größeren Schadensereignissen, bei denen mehrere Notärzte benötigt werden, werden Rettungshubschrauber eingesetzt, insbesondere, wenn sonst der örtliche bodengebundene Rettungsdienst an seine Kapazitätsgrenzen käme. Darüber hinaus ist der RTH in bestimmten Situationen, z. B. an schwer zugänglichen Einsatzorten, etwa im Hochgebirge, das einzige überhaupt in Frage kommende Rettungsmittel.

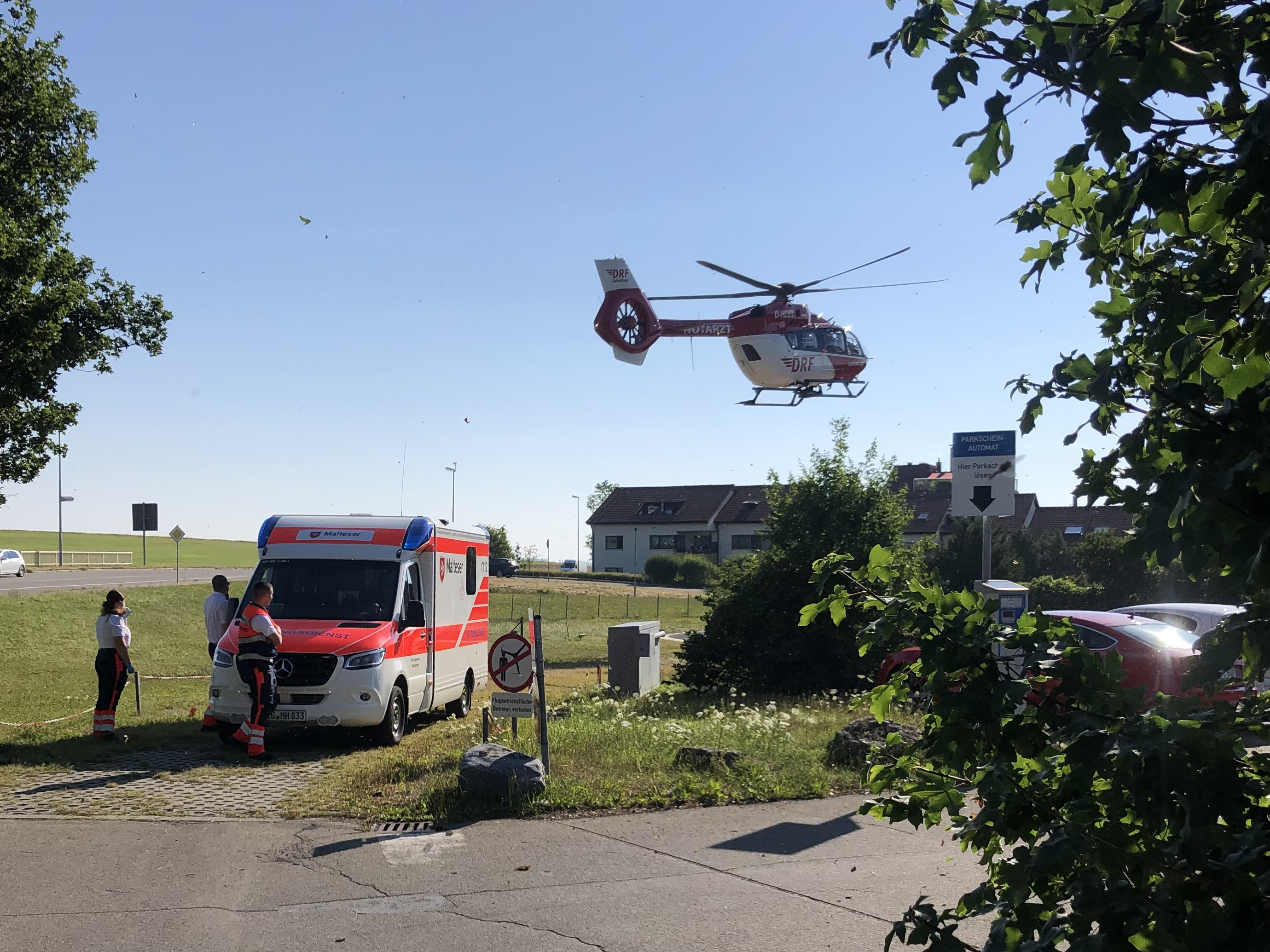
Rettungshubschrauber der DRF Luftrettung

Häufig erfolgen RTH-Einsätze im Rendezvous-Verfahren, das heißt, der Hubschrauber dient als Zubringer des Notarztes, der den Patienten nach abgeschlossener Erstbehandlung im Rettungswagen (RTW) zum nächstgelegenen geeigneten Krankenhaus begleitet. Der Hubschrauber ist allerdings auch darauf ausgelegt, Notfallpatienten aufzunehmen und in eine Klinik zu fliegen. Dies kann z. B. dann geboten sein, wenn ein besonders schonender Transport erforderlich ist (insbesondere bei schlechter örtlicher Straßenqualität) oder aber wenn ein Straßentransport des Patienten zum nächsten geeigneten Krankenhaus aufgrund der Entfernung zu viel Zeit in Anspruch nehmen würde (z. B. bei Schädel-Hirn-Traumen).
Aufgrund ihrer umfassenden, zur Intensivbehandlung geeigneten medizintechnischen Ausstattung werden RTHs seit geraumer Zeit auch in Anspruch genommen, um schwerkranke Patienten von einer Klinik in eine andere zu verlegen, etwa um sie dort speziellen Behandlungsverfahren zu unterziehen. Solche – im Gegensatz zur Primärrettung in aller Regel planbare – Einsätze werden als Sekundäreinsätze bezeichnet. Hier gibt es einen Überlappungsbereich mit Intensivtransporthubschraubern (ITH), die in der Regel eine vergleichbare medizinische Ausstattung aufweisen.

## Vorteile und Grenzen
Gegenüber bodengebundenen Einsatzmitteln hat der Rettungshubschrauber den Vorteil der Unabhängigkeit von der Verkehrssituation, der größeren Geschwindigkeit und des größeren Einsatzradius. Auch kann ein Lufttransport schonender (erschütterungsärmer) erfolgen als über die Straße.
Allerdings hat auch dieses Rettungsmittel seine technischen und medizinischen Grenzen, die in bestimmten Fällen dazu führen können, einem Transport im Notarztwagen den Vorzug zu geben:
- Die meisten Rettungshubschrauber sind auf Sichtflugbedingungen angewiesen und werden daher üblicherweise nur während der Tageshelligkeit eingesetzt; auch Wetterphänomene wie Gewitter, Stürme, Nebel, tiefhängende Wolken usw. können absolute Einsatzhindernisse darstellen.
- Während des Fluges ist zwar eine Überwachung des Patienten auf intensivmedizinischem Niveau möglich, doch aufgrund der räumlichen Gegebenheiten ist nur der Oberkörper des Patienten für den Notarzt zugänglich, ganz abgesehen von der Unmöglichkeit akuter Interventionen (wie z. B. einer Intubation) während des Fluges. (Zwar müsste auch ein bodengebundenes Transportmittel für eine Intervention anhalten, doch wäre dies natürlich viel einfacher als einen Hubschrauber zu landen).
- Die beim Fliegen unvermeidlich entstehenden Luftdruckunterschiede machen es notwendig, einen Pneumothorax auf jeden Fall vorher zu versorgen, üblicherweise mit einer Bülau-Drainage.

Im Übrigen ist die Vorhaltung und der Einsatz eines Rettungshubschraubers mit deutlich höheren Kosten verbunden als der eines bodengebundenen Rettungsmittels.

## Ausrüstung
Die Mindestausstattung orientiert sich hinsichtlich der medizinischen Geräte, Medikamente und Materialien am Notarztwagen. In Europa ist sie durch die EN 13718 geregelt. Damit kann eine Versorgung vor Ort und während des Transportes auf notfallmedizinischem Niveau erfolgen.
Für spezielle Anforderungen kann die Ausrüstung auch erweitert werden. Zum Beispiel ist am Meer oder im Gebirge (zum Einsatz bei Bergunfällen) am Rettungshubschrauber oft auch eine seitliche Seilwinde angebracht, womit der Patient auf einer Trage im Flug hochgehoben und verladen werden kann.
Ist keine seitliche Seilwinde vorhanden, kann ein bis 90 m langes, fixes Bergetau verwendet werden. Dazu muss dieses Bergetau an einem Zwischenlandeplatz in der Nähe des Einsatzortes am Lasthaken des Helikopters befestigt werden. Der Höhenretter befestigt sich am anderen Ende des Taus und wird unter dem Hubschrauber hängend zum Einsatzort geflogen. Nachdem der Höhenretter den Verunglückten aufgenommen hat, fliegt der Hubschrauber zurück zum Zwischenlandeplatz und setzt die beiden am Boden ab. Die Rettung mit einem fixen Bergetau erfordert eine sehr gute Kommunikation und Zusammenarbeit des Piloten mit dem Höhenretter und muss daher immer wieder trainiert werden.
Ob Seilwinde oder fixes Bergetau, beim Bergen selbst gibt es mehrere Varianten:
- Rettungsschlinge
- Rettungssack
- Schleiftrage
- Rettungssitz
- Rettungsnetz
- Rettungskorb

Insbesondere Rettungsmittel mit großer Fläche wie Rettungssack oder Schleiftrage neigen dazu beim Aufnehmen im Abwind des Hauptrotors in Rotation zu geraten. Als Gegenmittel hilft die Antirotationsleine. In der Regel wird ein Helfer abgeseilt, dieser ist mit einem Luftrettergurt (eine Art Klettergurt mit Brust- und Hüftgurt) gesichert.

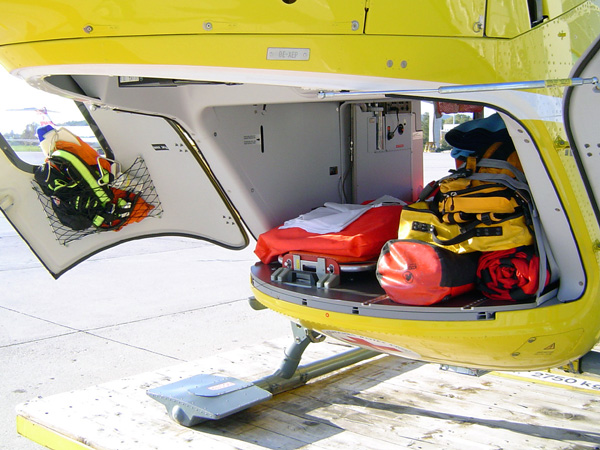
Heck eines RTH mit Krankentrage und Alpinausrüstung
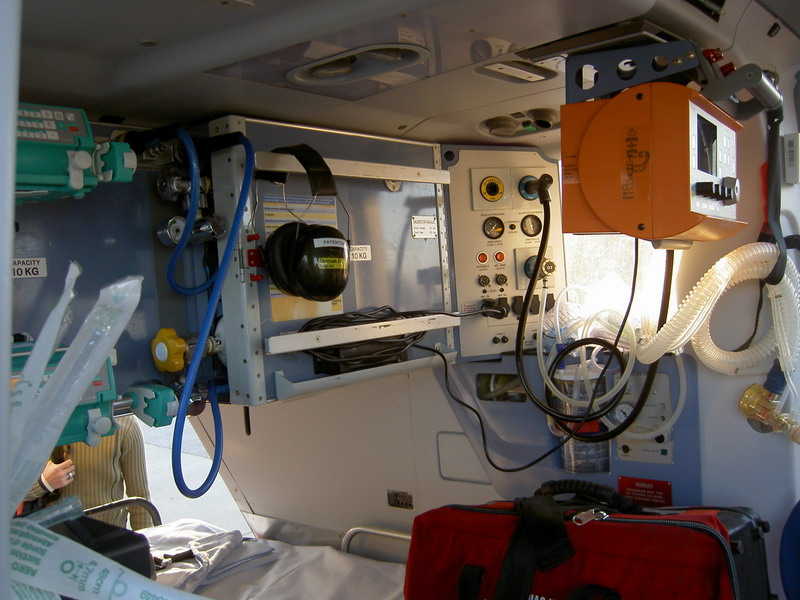
Innenansicht eines RTH
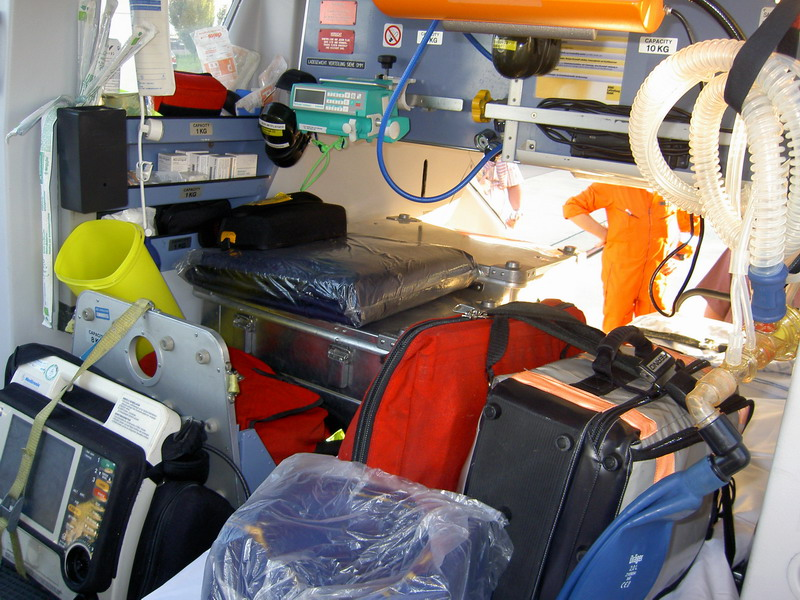
Innenansicht eines RTH
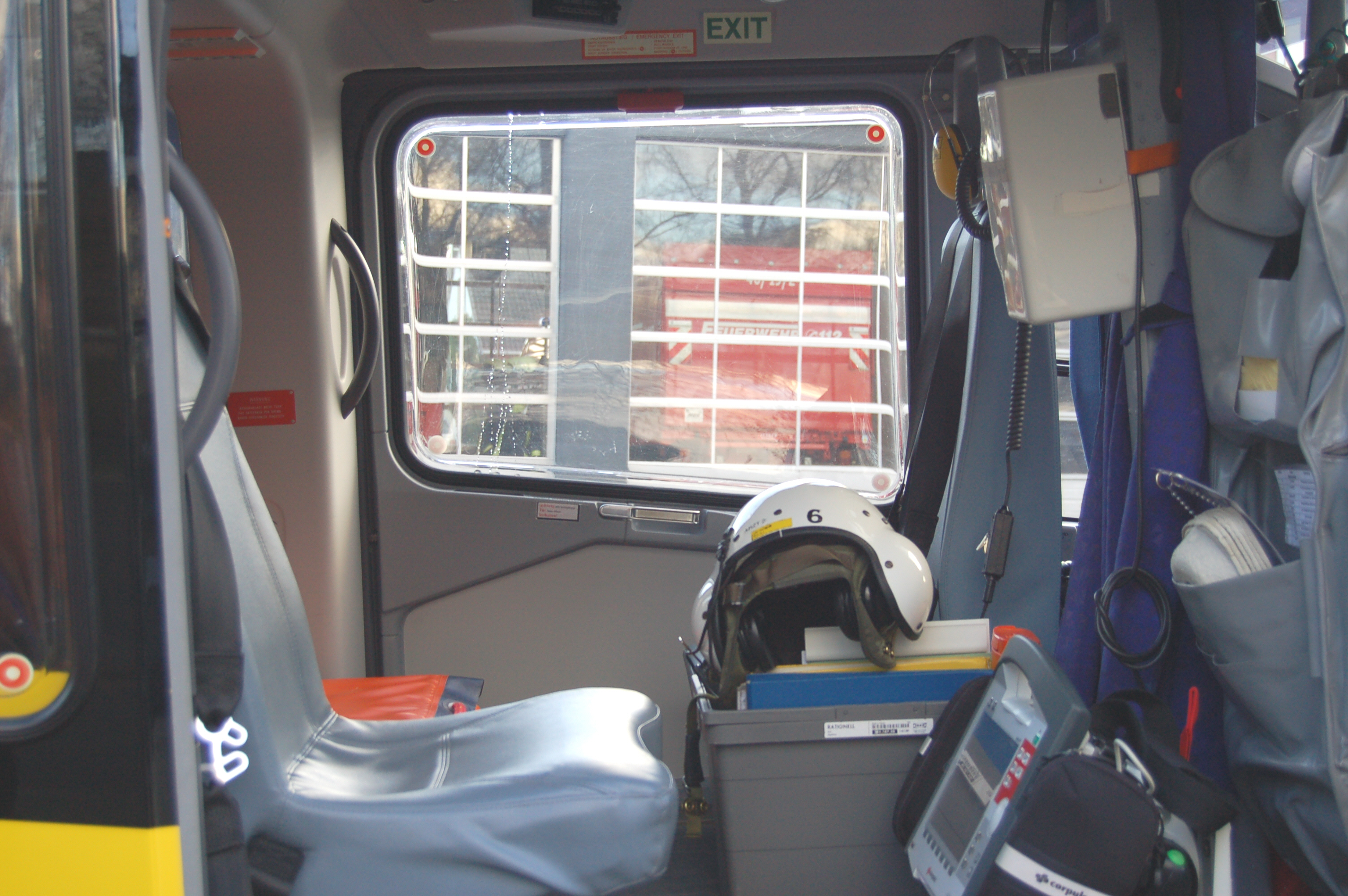
Platz des Notarztes

In der EU schreibt eine Richtlinie der EASA seit 2010 vor, dass kommerzielle Rettungsflüge nur mehr mit zweimotorigen Hubschraubern geflogen werden dürfen. Die Richtlinie wurde 2014 auch in der Schweiz weitgehend umgesetzt, im deutschsprachigen Raum (D-A-CH) werden kommerzielle Rettungsflüge fast ausschließlich mit den zweimotorigen Airbus-Mustern H135 und H145 geflogen. Im Alpenraum löste die Richtlinie einigen Widerstand aus, da die bis 2010 eingesetzten einmotorigen Helikopter aufgrund des weit niedrigeren Gewichts in größeren Höhen fliegen können und wendiger sind als zweimotorige. Für Einsätze unter schwierigen Bedingungen wie enge Täler, starke Winde oder in großen Höhen kommen im Alpenraum daher im Ausnahmefall immer noch einmotorige, meist von Polizei, Behörden oder Militär betriebene Maschinen zum Einsatz, die vom Verbot nicht betroffen sind. In Österreich gibt es (Stand 2022) noch sieben einmotorige H125 der Polizei mit Rettungstrage und Winde, auch im Hochgebirge des Schweizer Wallis standen 2022 noch immer sechs einmotorige Rettungshubschrauber für Einsätze in großer Höhe und widrigen Bedingungen zur Verfügung.

## Reichweite
Der Aktionsradius beträgt typischerweise 50 bis 70 km.

## Besatzung

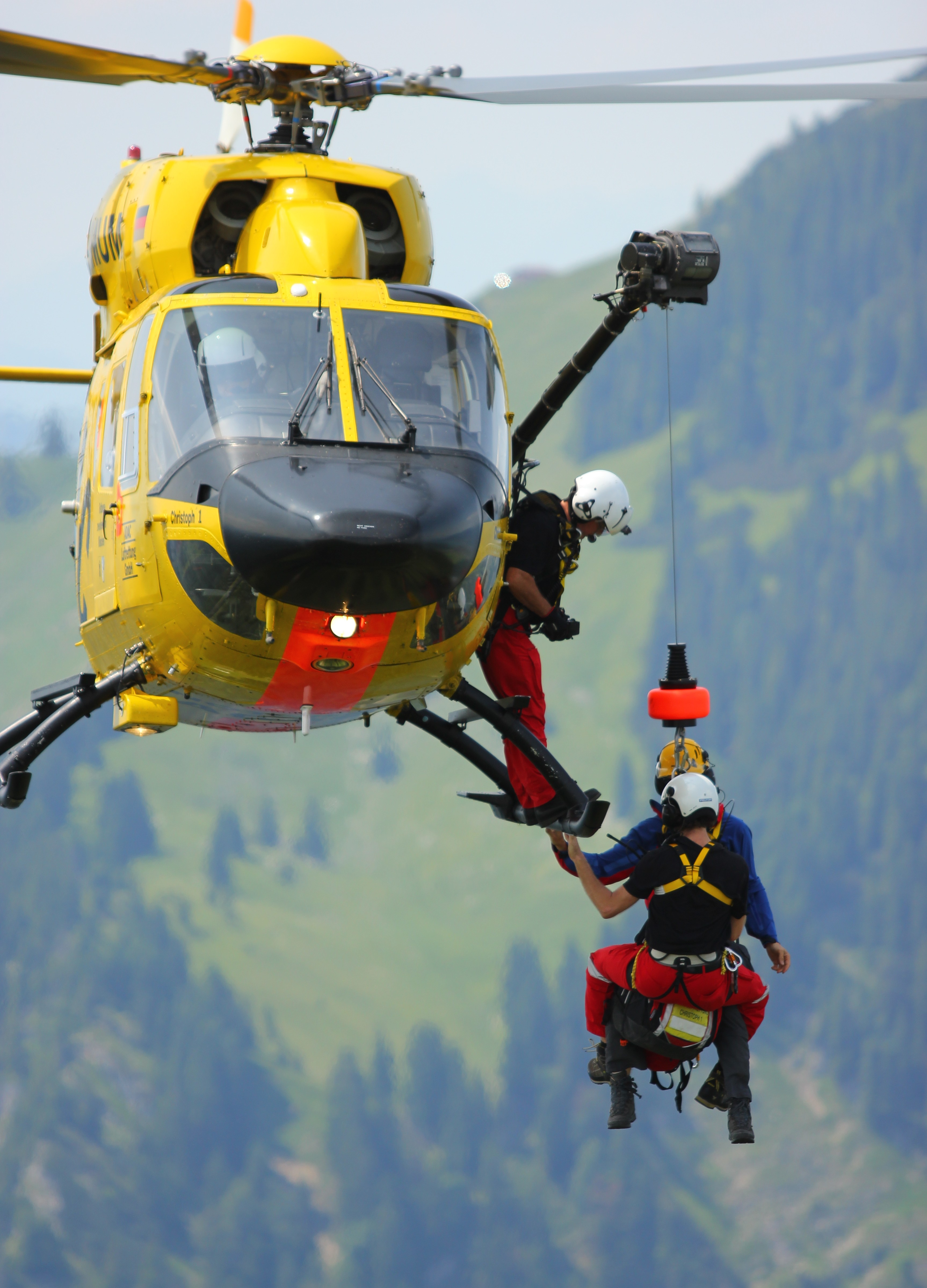
Abseilen am Rettungshubschrauber in den Alpen, da keine Landemöglichkeit besteht.

### Deutschland
Die Besatzung eines deutschen RTH besteht in der Regel aus dem Piloten, einem Notarzt und einem HEMS Technical Crew Member, einem speziell ausgebildeten Notfallsanitäter oder Rettungsassistenten. Bei bestimmten RTH-Typen gehört zur fliegerischen Besatzung zusätzlich ein Bordwart. Fallweise werden auch Praktikanten mitgenommen.
Pilot und ggf. Bordwart werden in der Regel vom Betreiber gestellt. Der HEMS Technical Crew Member ist oft Angestellter der Hilfsorganisation, mit der der Betreiber eine Partnerschaft eingegangen ist, selten bei einem Krankenhaus oder dem Betreiber selbst angestellt (Ausnahme etwa die Hubschrauber der Bundeswehr). Der Notarzt ist ein Arzt eines nahegelegenen Krankenhauses bzw. des Krankenhauses, an dem der RTH stationiert ist. In vielen Fällen leistet er in der einsatzfreien Zeit normalen Krankenhausdienst.
Durch die vorhandenen Hubschrauber wird ein Großteil des bundesdeutschen Gebiets abgedeckt.

### Österreich
In Österreich werden Rettungshubschrauber mit einem Notarzt, einem Piloten sowie einem zum HEMS Technical Crew Member ausgebildeten Notfallsanitäter besetzt. Bei einigen RTHs, die vorwiegend in alpinem Gelände eingesetzt werden, ist als viertes Besatzungsmitglied ein ebenfalls speziell geschulter Bergretter an Bord. Hauptsächlich aus finanziellen Gründen wird aber auch auf diesen Hubschraubern zunehmend die Besatzungszahl auf drei reduziert, in diesem Fall müssen die Notfallsanitäter die Bergretter-Ausbildung sowie eine Flugretter-Schulung absolvieren.

### Schweiz
Die Luftrettung in der Schweiz wird mehrheitlich durch die Schweizerische Rettungsflugwacht (Rega) organisiert. Eine Ausnahme bildet der Kanton Wallis, wo die Air Zermatt und die Air-Glaciers für die Rettung aus der Luft zuständig sind. Die Besatzung besteht grundsätzlich aus einem Piloten, einem Notarzt sowie dem Rettungssanitäter. In schwer zugänglichen Gebieten wird die Crew durch einen „Fachspezialist Helikopter“ der Alpinen Rettung Schweiz unterstützt.

## Bergung eines defekten Hubschraubers
Für den Abtransport eines liegengebliebenen Helikopters kann in Straßennähe ein Tieflader-LKW mit Kran eingesetzt werden. Für den Straßentransport eines Hubschraubers mit drei oder mehr Rotorblättern müssen diese zum Teil weggefaltet oder demontiert werden.
Am 7. Januar 2023 musste ein Rettungshubschrauber vom Berg des Skigebiets Axamer Lizum, Tirol mit einem größeren Transporthubschrauber geborgen werden. Dazu wurden die Rotorblätter demontiert und das Lastseil an die freigelegte Rotorachse gekoppelt. Ein dünneres Seil an der linken Landekufe diente als Annäherungsindikator an den Boden und zum eventuellen Ausrichten der Last kurz vor dem Absetzen durch Bodenpersonal.